# Star Carr
Star Carr est un site préhistorique du Mésolithique situé près de Scarborough, dans le Yorkshire du Nord, en Angleterre. Il a été occupé par une population de chasseurs-cueilleurs au IXe millénaire av. J.-C..

## Historique
Les premières recherches à Star Carr ont commencé en 1948 sous la direction du préhistorien britannique Grahame Clark.

## Vestiges archéologiques
Outre des traces typiques d'une population de chasseurs-cueilleurs, comme des outils de pierre taillée ou des coques de noisettes calcinées, les fouilles ont livré des ramures de cerf trouées. Chaque ramure, restée attachée à une partie du crâne de l'animal, a été travaillée, allégée et trouée pour pouvoir être attachée au sommet du crâne humain comme une coiffe. Elles ne semblent pas avoir d’utilité guerrière (trop fragile) ou vestimentaire (pas de protection contre le froid). La fonction ornementale et cérémonielle semble être la seule plausible.